# أسونيت (ماساتشوستس)
أسونيت (بالإنجليزية: Assonet, Massachusetts) هي منطقة سكنية تقع في الولايات المتحدة في ماساتشوستس. يقدر عدد سكانها بـ 4,084 نسمة .